# NGC 2280
NGC 2280是一个位于大犬座的螺旋星系，距离地球7500万光你哦按，直径13.5万光年，1835年2月1日由約翰·赫歇爾发现。2001年11月15日，中国科学院北京天文台在该星系中发现II型超新星SN 2001fz，视星等最大为17.4 。
NGC 2280星系核较小但明亮，星系中心黑洞质量在400万到1500万M☉之间。NGC 2280属于NGC 2280 星系群。该星系群包括NGC 2292、NGC 2293、NGC 2295、ESO 490−G010和ESO 490−G045等星系，视直径约为1°。